# Enzo Bearzot

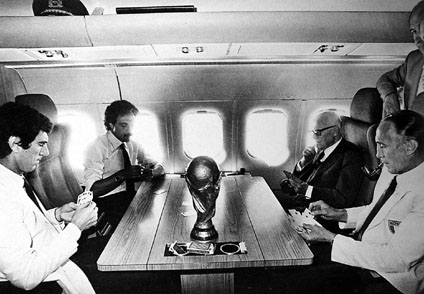
Flyget på väg hem från VM 1982: Dino Zoff, Franco Causio, Sandro Pertini och Enzo Bearzot spelar scopa i Aeronautica Militares DC-9.

Enzo Bearzot, född 26 september 1927 i Aiello del Friuli, Friuli-Venezia Giulia, död 21 december 2010 i Milano, var en italiensk fotbollstränare och spelare, förbundskapten för det italienska landslaget 1975-1986. 
Bearzot ledde det Italien till dess tredje VM-guld vid VM 1982. Under sin tjugo år långa spelarkarriär, som avslutades 1964, spelade Bearzot bland annat i Inter, Catania och Torino.

## Biografi
Bearzot kom från Friuli och han började sin karriär som aktiv med spel i Serie B och senare i Serie A. Han spelade som defensiv mittfältare i Inter, Catania och Torino. 1955 spelade han sin enda A-landskamp mot Ungern. 
När han avslutade sin aktiva karriär 1964 började han som målvaktstränare i Torino och blev senare assisterande tränare. I slutet av 1960-talet började han arbeta för Italiens fotbollsförbund (FIGC) som förbundskapten för U23-landslaget. 1970 och 1974 var han assisterande tränare till Ferruccio Valcareggi i VM. När Valcareggi avgick 1974 tog Fulvio Bernardini över som förbundskapten efter att Italien åkt ut redan i gruppspelet i VM men ett år senare utsågs Bearzot till förbundskapten. 
Bearzot kunde fira sin första framgång i VM-slutspelet 1978 där Italien övertygade i inledningen av turneringen med bland annat seger över värdlandet och blivande världsmästarna Argentina. Ett offensivt lag med Bearzots upptäckt Paolo Rossi som en av stjärnorna slutade slutligen på en fjärdeplats. Den stora triumfen skulle komma som en överraskning när Italien vann VM 1982. Efter en svag inledning där laget knappt kunde gå vidare från gruppspelet efter tre oavgjorda vann laget meriterande segrar. Vändningen kom när man tog sin första seger via 2-1 mot världsmästarna Argentina. I en klassisk match vann man sedan mot Brasilien med 3-2 och via 2-0 i semifinalen mot Polen kunde sedan vinna finalen genom att defilera mot Västtyskland med 3-1.
Bearzot var förbundskapten i 104 landskamper. Han misslyckades att föra Italien till EM 1984. I VM 1986, dit Italien som världsmästare var direktkvalificerade, slutade turneringen i åttondelsfinalen mot Frankrike. Bearzot avgick som förbundskapten. 
Enzo Bearzot avled 83 år gammal den 21 december 2010.

## Meriter
- VM i fotboll: 1978, 1982, 1986
  - VM-guld 1982
  - Fjärdeplats 1978
- EM i fotboll: 1980
  - Fjärdeplats